# جسپر (فلوریدا)
جسپر (به انگلیسی: Jasper) شهری در شهرستان همیلتون ایالت فلوریدا است که در سال ۱۸۵۸ بنیان‌گذاری شده‌است. این شهر طبق سرشماری سال ۲۰۱۰ میلادی، ۹٬۱۰۲ نفر جمعیت داشته و مساحت آن نیز ۵٫۱ کیلومتر مربع است.